# Ensemble Kohlhökerstraße
Das Ensemble Kohlhökerstraße befindet sich in Bremen, Stadtteil Mitte, Ortsteil Ostertor, Kohlhökerstraße 5 bis 75. Das Ensemble entstand von 1850 bis 1882. Die Wohnhausgruppe steht seit 1973 unter Bremer Denkmalschutz.
Die Kohlhökerstraße führt in Ost-West-Richtung vom Beim Steinernen Kreuz bis zur Contrescarpe und quert dabei die  Vasmerstraße/Wulwestraße, Rutenstraße und Meinkenstraße/Salvador-Allende-Straße. Sie ist eine der ältesten Vorstadtstraßen (1678 ersterwähnt), die bereits 1641 auf dem Kupferstich von Matthäus Merian dargestellt wurde. Sie wurde benannt nach den dort ansässigen Kohlhändlern und Gemüsebauern, die ihren Kohl in der Stadt verhökerten. 1837 wurde sie gepflastert.

## Geschichte
Am Anfang des 19. Jahrhunderts standen etwa 56 einfache Häuser in der Kohlhökerstraße.

1849 wurden Gebiete vom Ortsteil Ostertor eingemeindet und die Bürger erhielten das volle Bürgerrecht von Bremen. In dieser schon dichteren Bebauung wurde nach der Aufhebung der Torsperre verstärkt gebaut. Das gehobene Bürgertum baute nunmehr hier und verdrängten die weniger betuchten Schichten.
Zwischen Meinkenstraße und Wulwesstraße entstanden zumeist zweigeschossige, klassizistische, repräsentative Häuser (Nr. 15, 19–21, 55–56, 62–63)
Ab 1860 überwiegen dann die dreigeschossigen, dreiachsigen, verputzten  Reihenhäuser mit klassizistischen Fassaden (Nr. 10–13, 66–68) mit Fensterumrahmungen und Schmuckfries; typische Vertreter des Bremer Hauses.

Es folgen Wohnhäuser im verspielten, romantisierenden Stil des Historismus (Nr. 5, 19).

1876 kamen die vierachsigen Häuser Nr. 52 und 54 mit Mitteleingängen.
Der im Stadtteil häufig vorkommende Häusertyp Bremer Haus wurde in Bremen zwischen der Mitte des 19. Jahrhunderts und den 1930er Jahren errichtet. Charakteristisch sind das Souterrain als Tiefparterre, die tiefe Gebäudeform und der seitliche Eingang.

Der Bauunternehmer Lüder Rutenberg plante und baute die Häuser Nr. 5 und 6,  Johann Hinrich Gottfried Dietrich die Häuser Nr. 20, 52 bis 54, Albert Dunkel die Nr. 20 sowie Ernst Ludwig Klingenberg die Nr. 58.
Heute (2018) werden die Häuser weiterhin für Wohnzwecke genutzt aber auch als Büros und Praxen.
Am Anfang der Straße in der Nahe zur Contrescarpe stehen neue Bürogebäude
- Bürohaus Kohlhökerstraße 29 nach Plänen der Architekten Hans-Joachim Pysall, Peter Stahrenberg und Partner (Braunschweig) für die Landeszentralbank Bremen bzw.  Deutsche Bundesbank – Filiale Bremen  (1983 bis 2015)
- Eurogate, Präsident-Kennedy-Platz Nr. 1
- BLG Logistics Group, Präsident-Kennedy-Platz 1 im Gebäude des früheren Amerikanischen Generalkonsulats, das 1954 nach Entwürfen des Architekturbüros Skidmore, Owings and Merrill (SOM) gebaut wurde.
- Andere Baulücken wurden geschlossen mit vier- bis fünfgeschossigen Wohnhäusern, die das Ensemble auch beeinträchtigen.

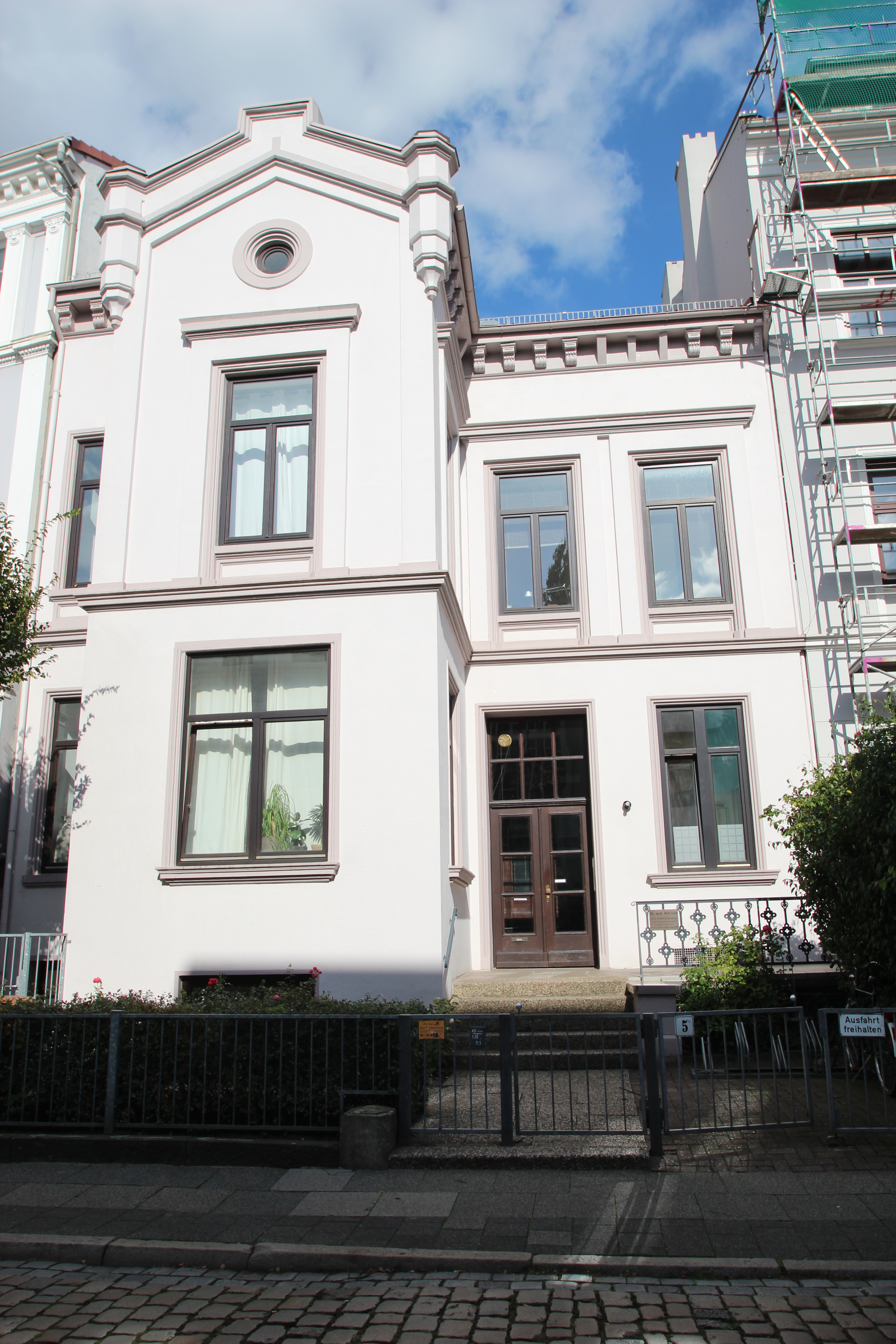
Nr. 5, 1863 (Rutenberg)
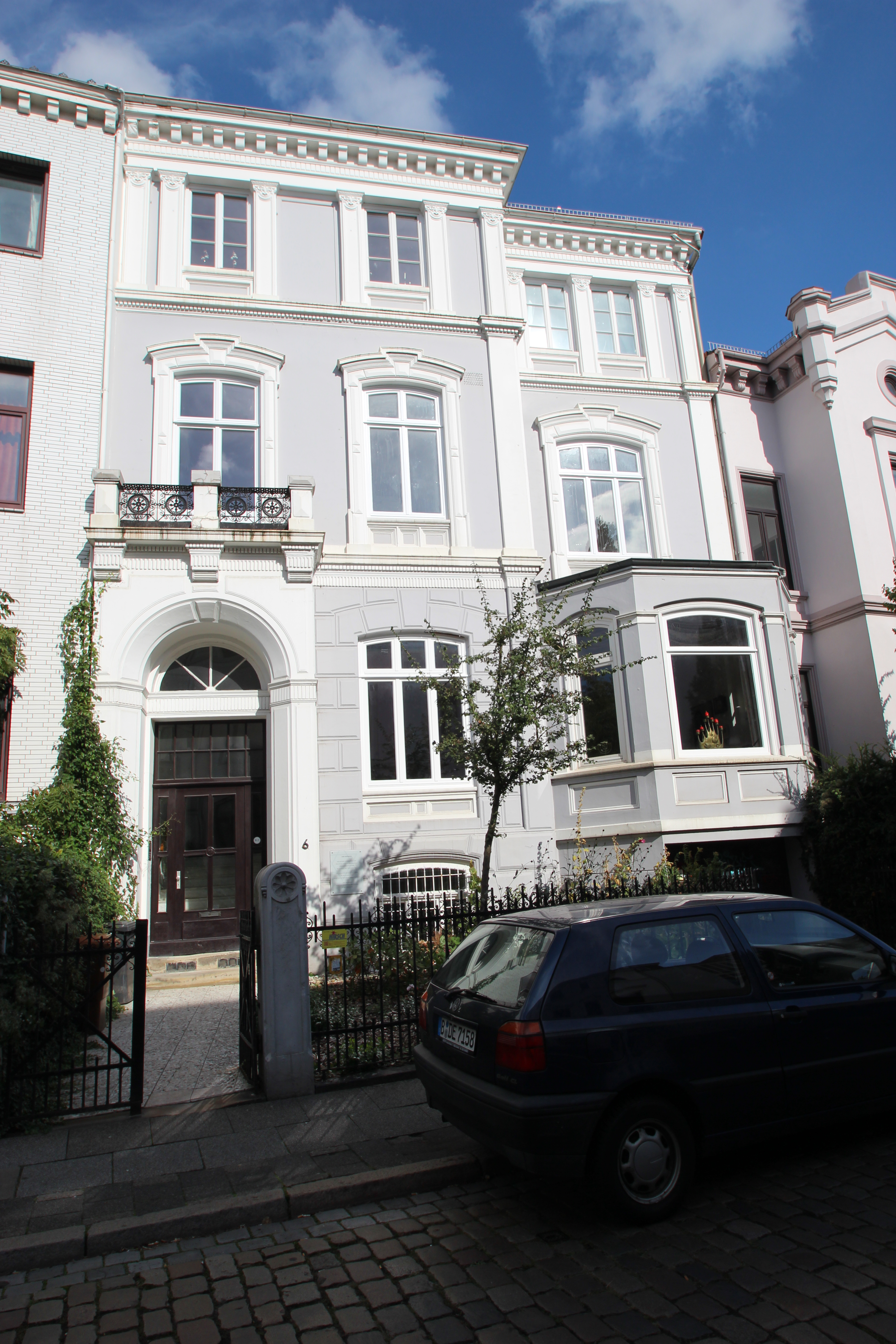
Nr. 6, 1863 (Rutenberg)
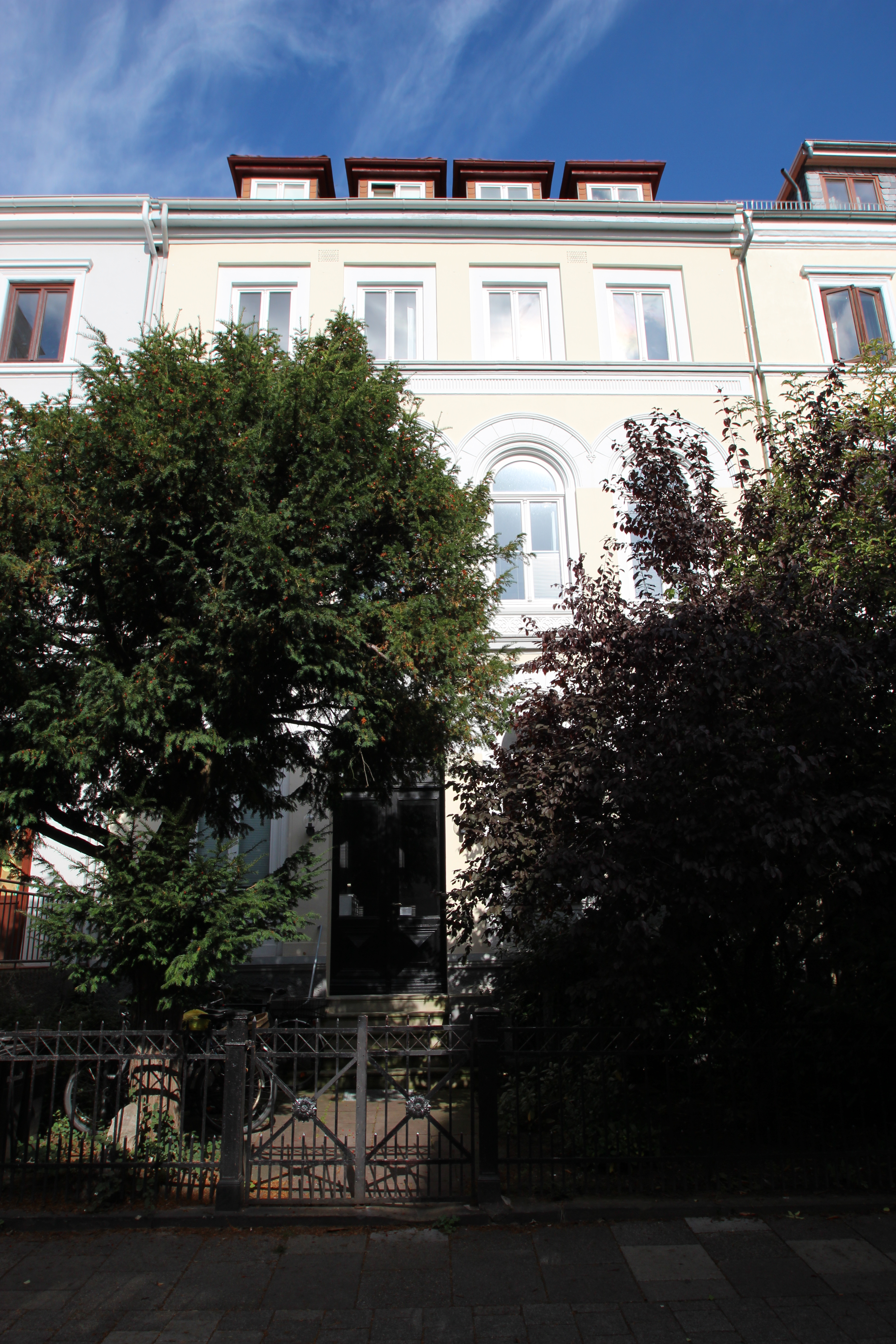
Nr. 12, 1855
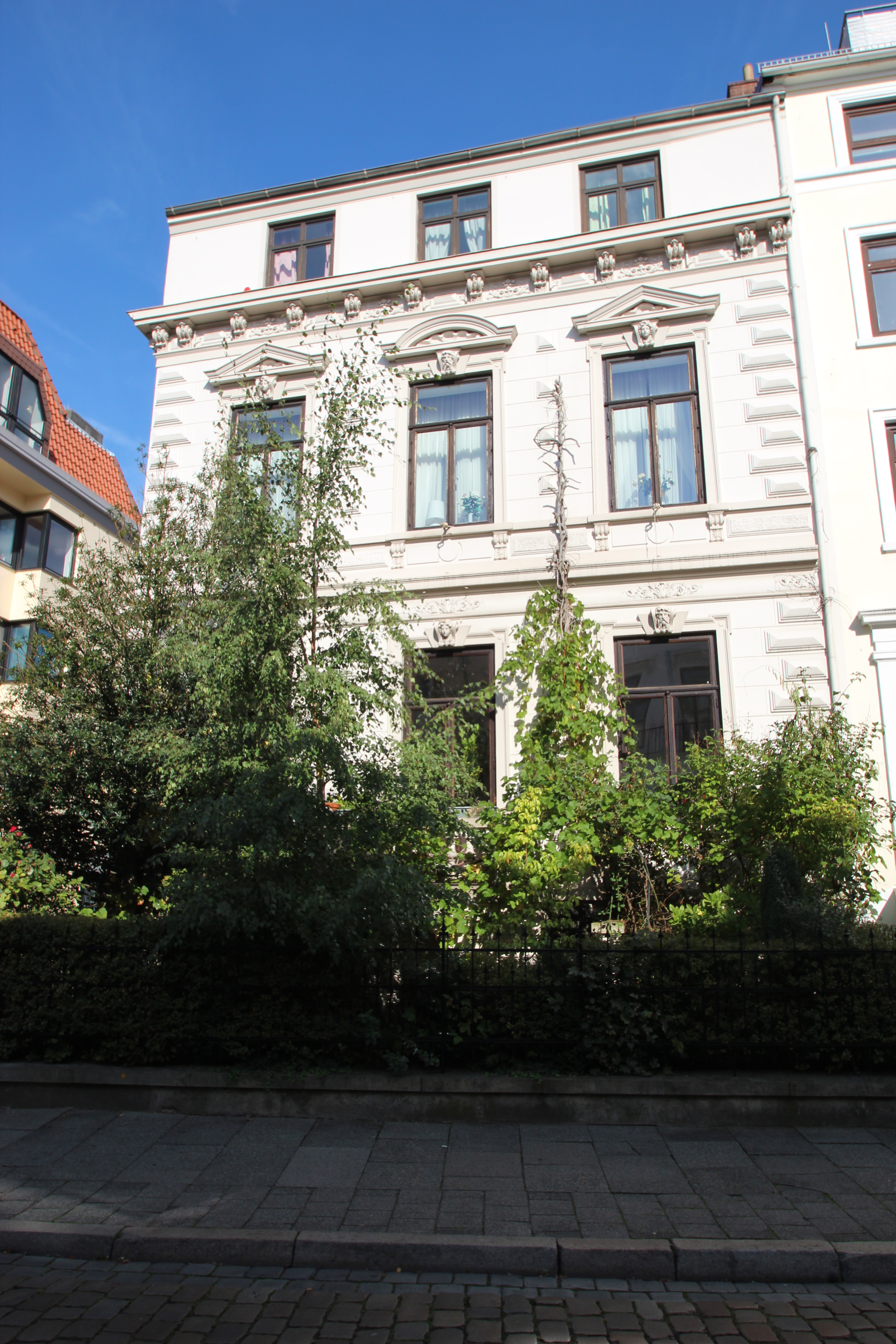
Nr. 15, 1850
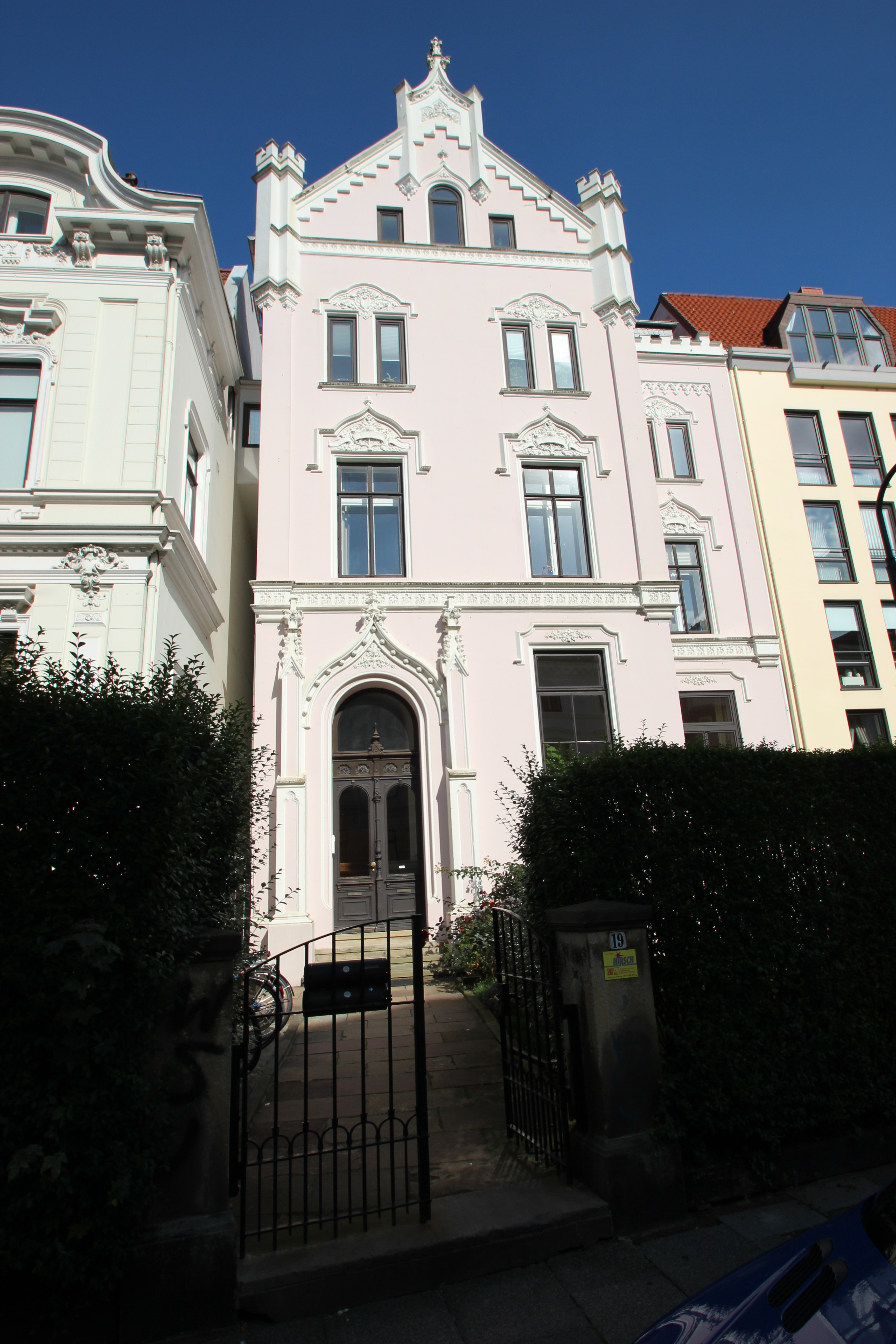
Nr. 19, 1861
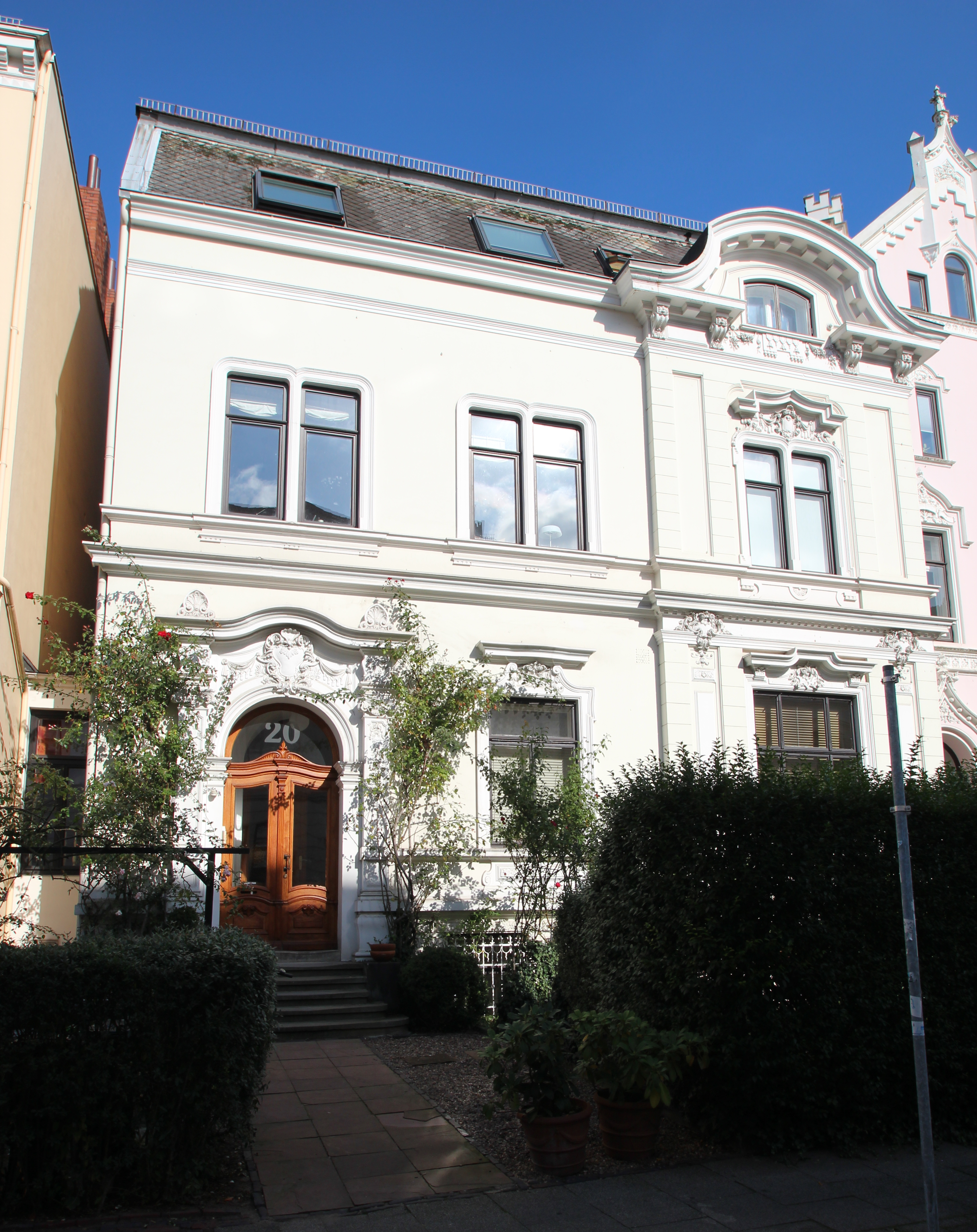
Nr. 20, 1894 (Dunkel)
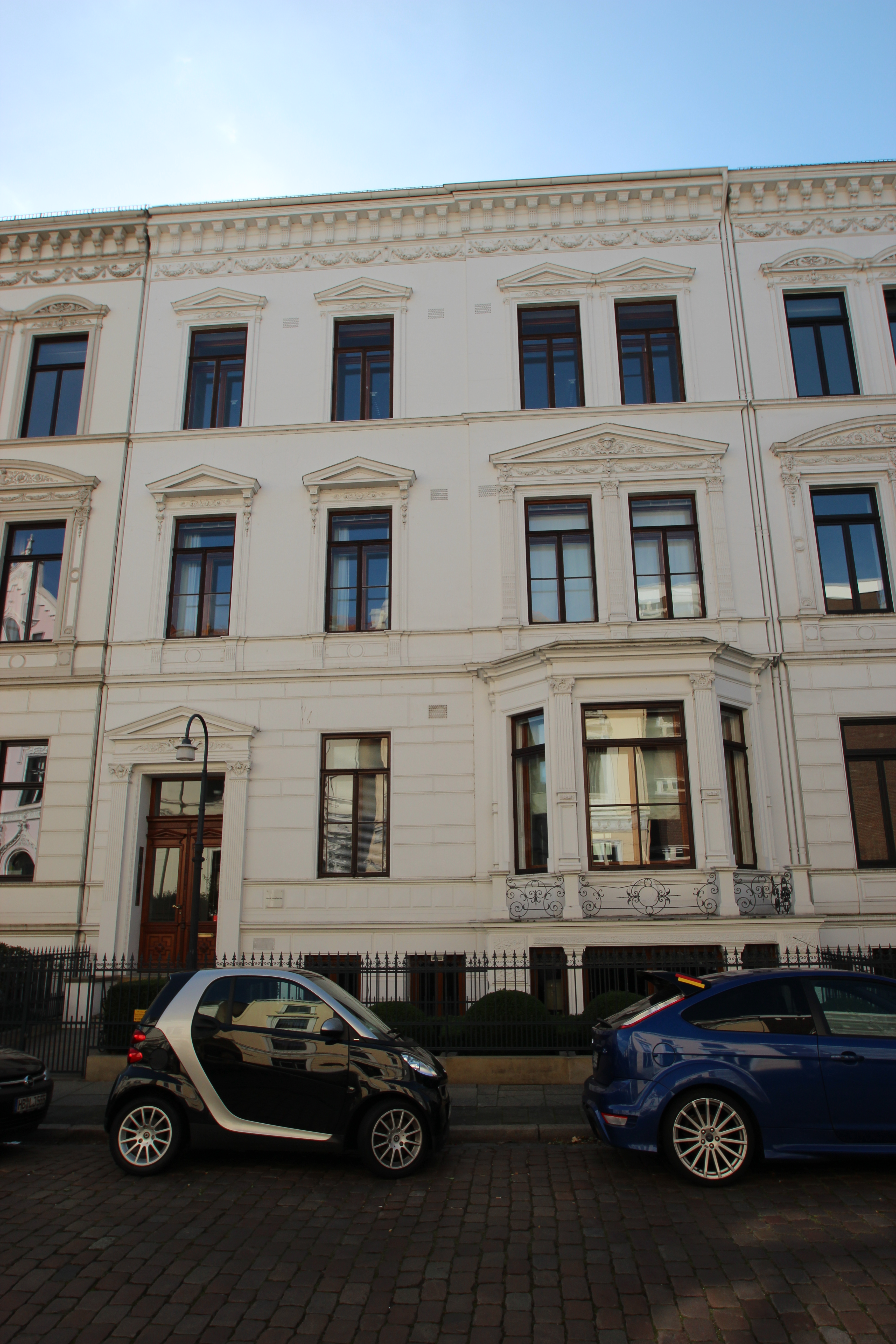
Nr. 53, 1876 (Dietrich)
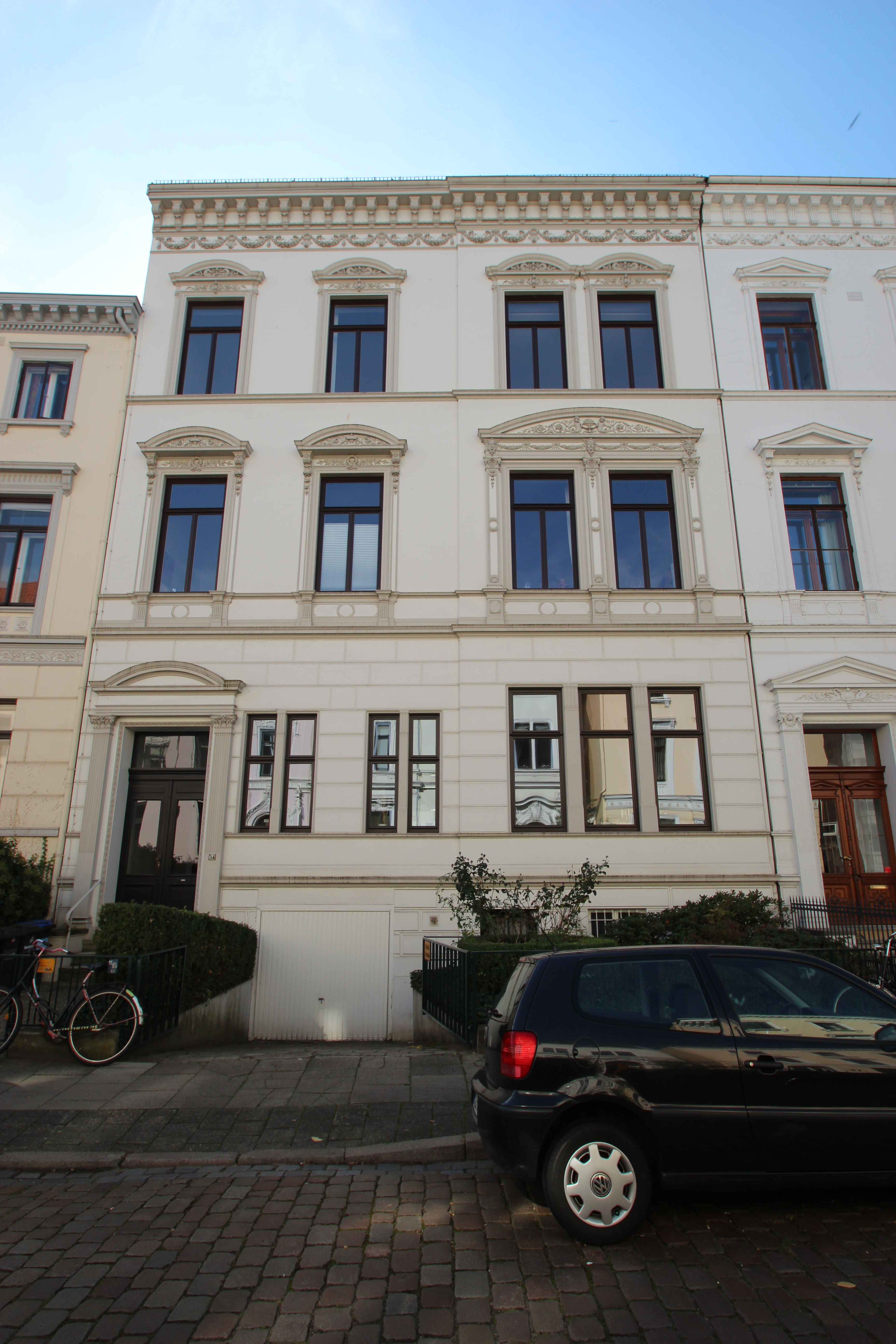
Nr. 54, 1873
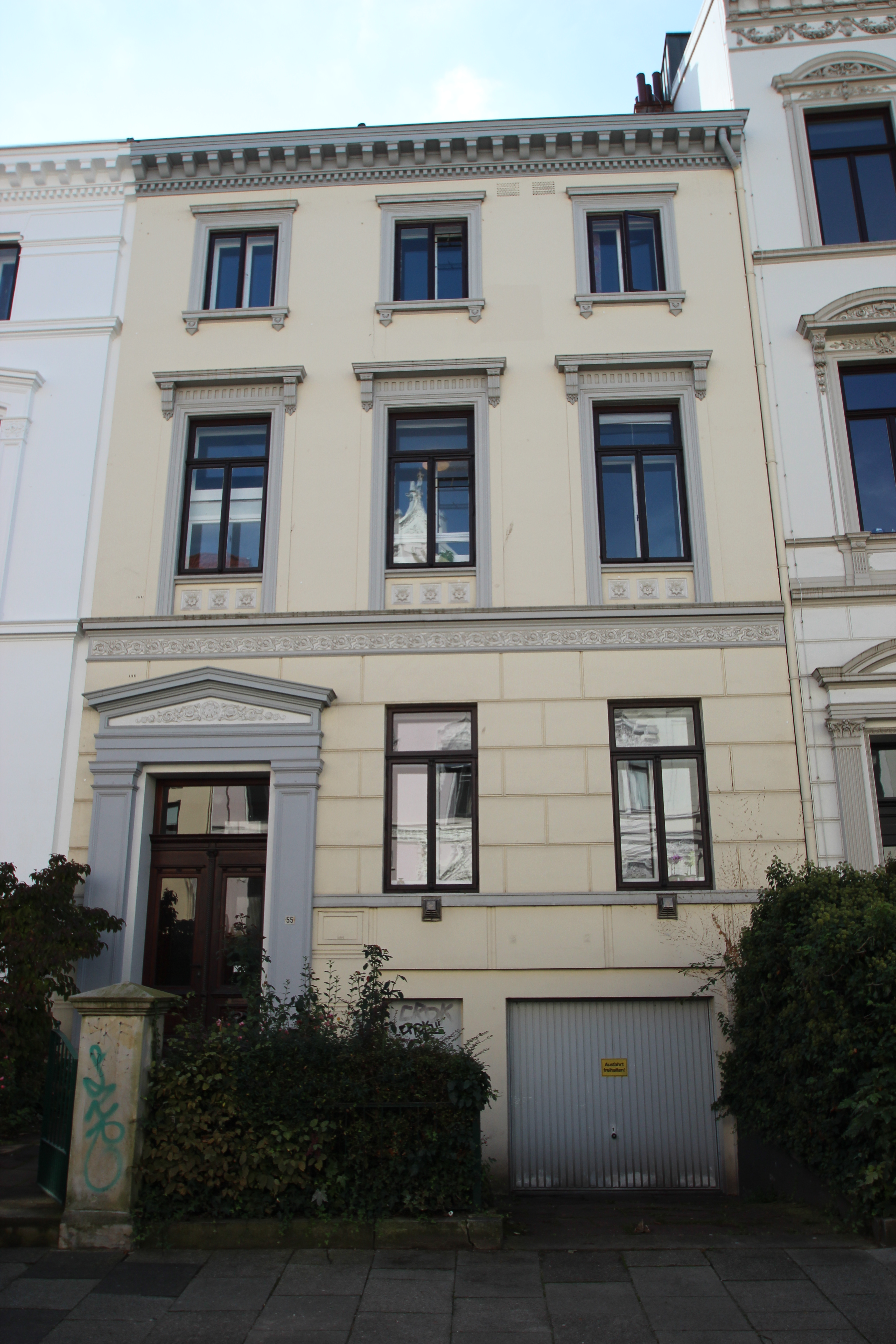
Nr. 55, 1852
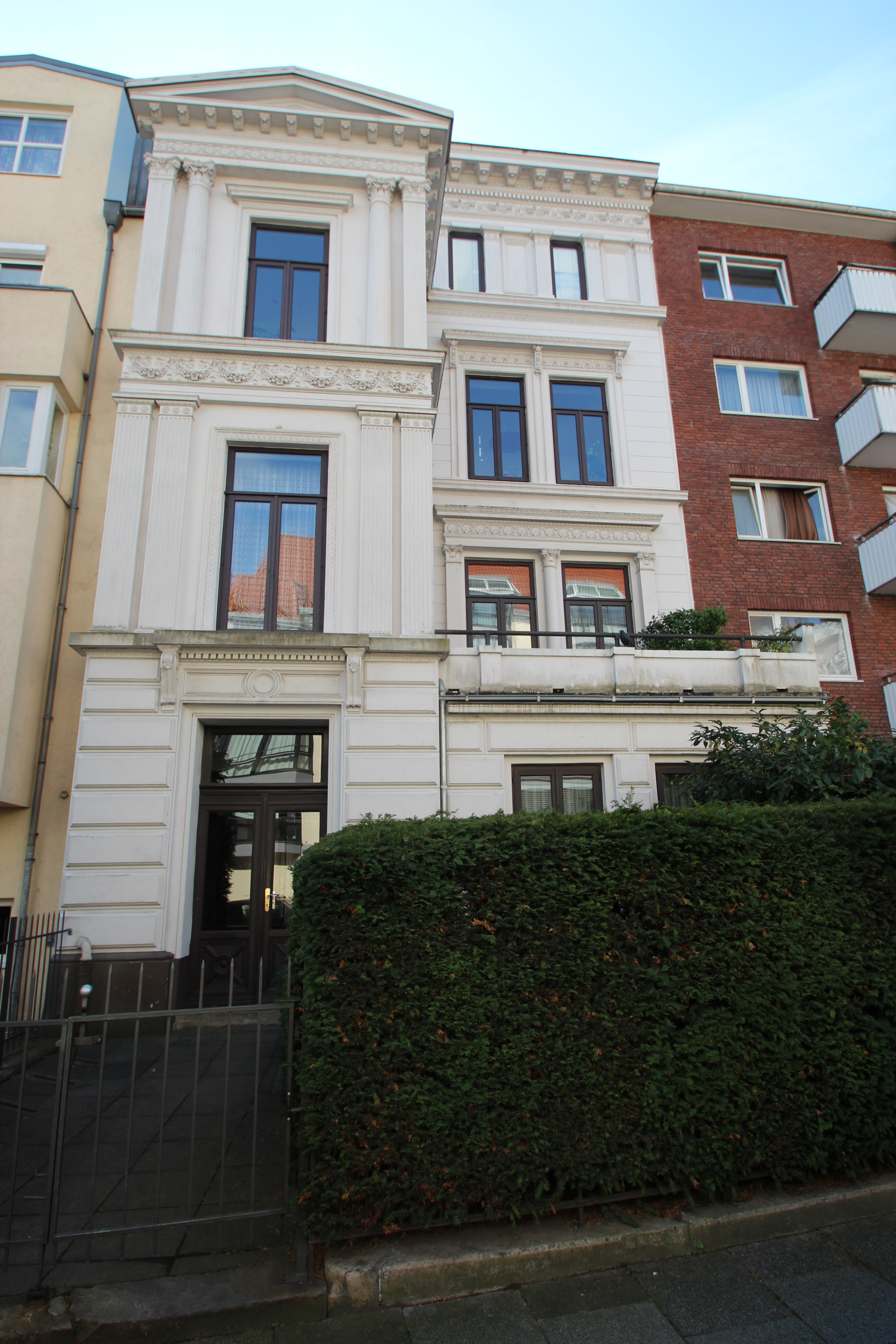
Nr. 58, 1860, Klingenberg
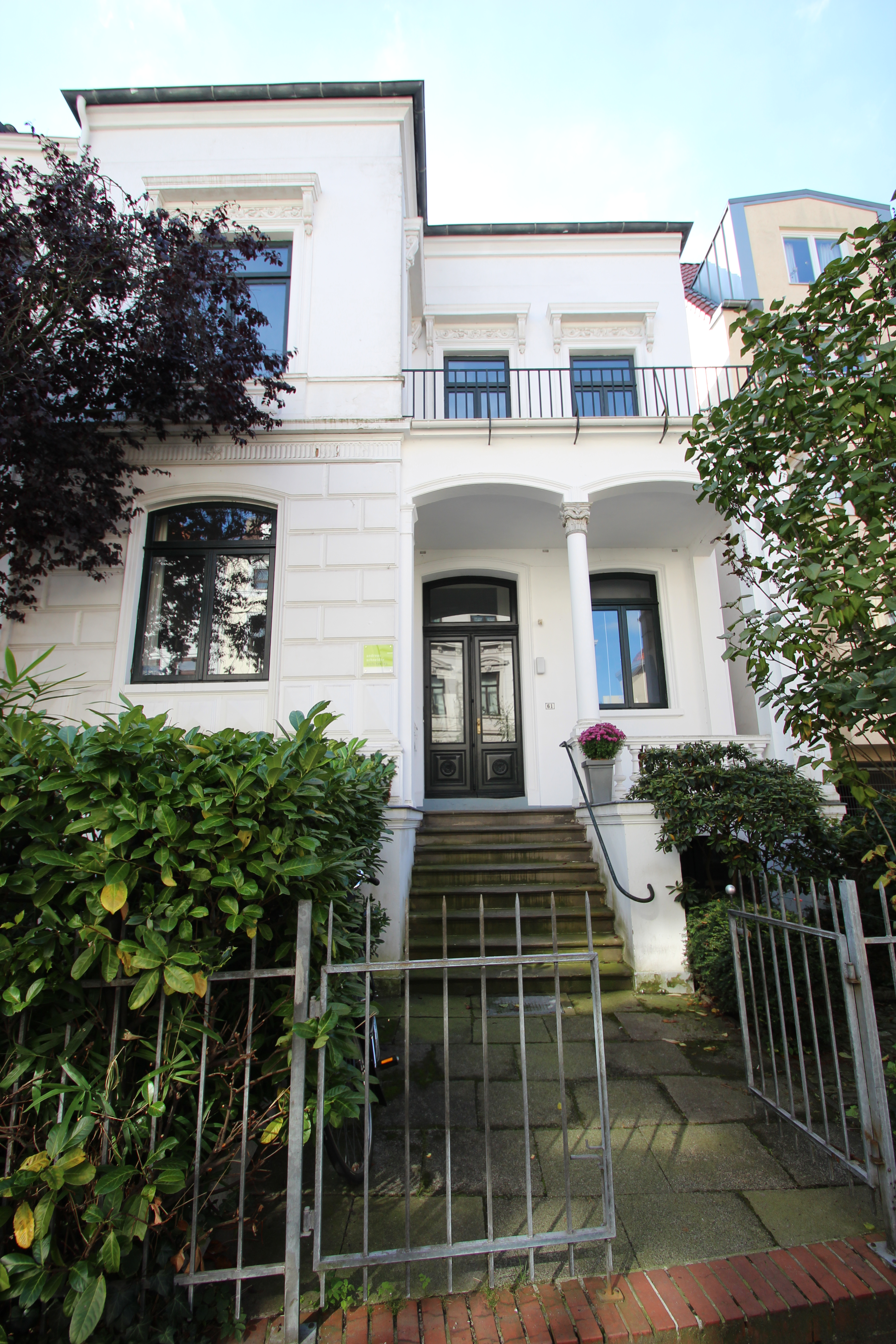
Nr. 61, 1853
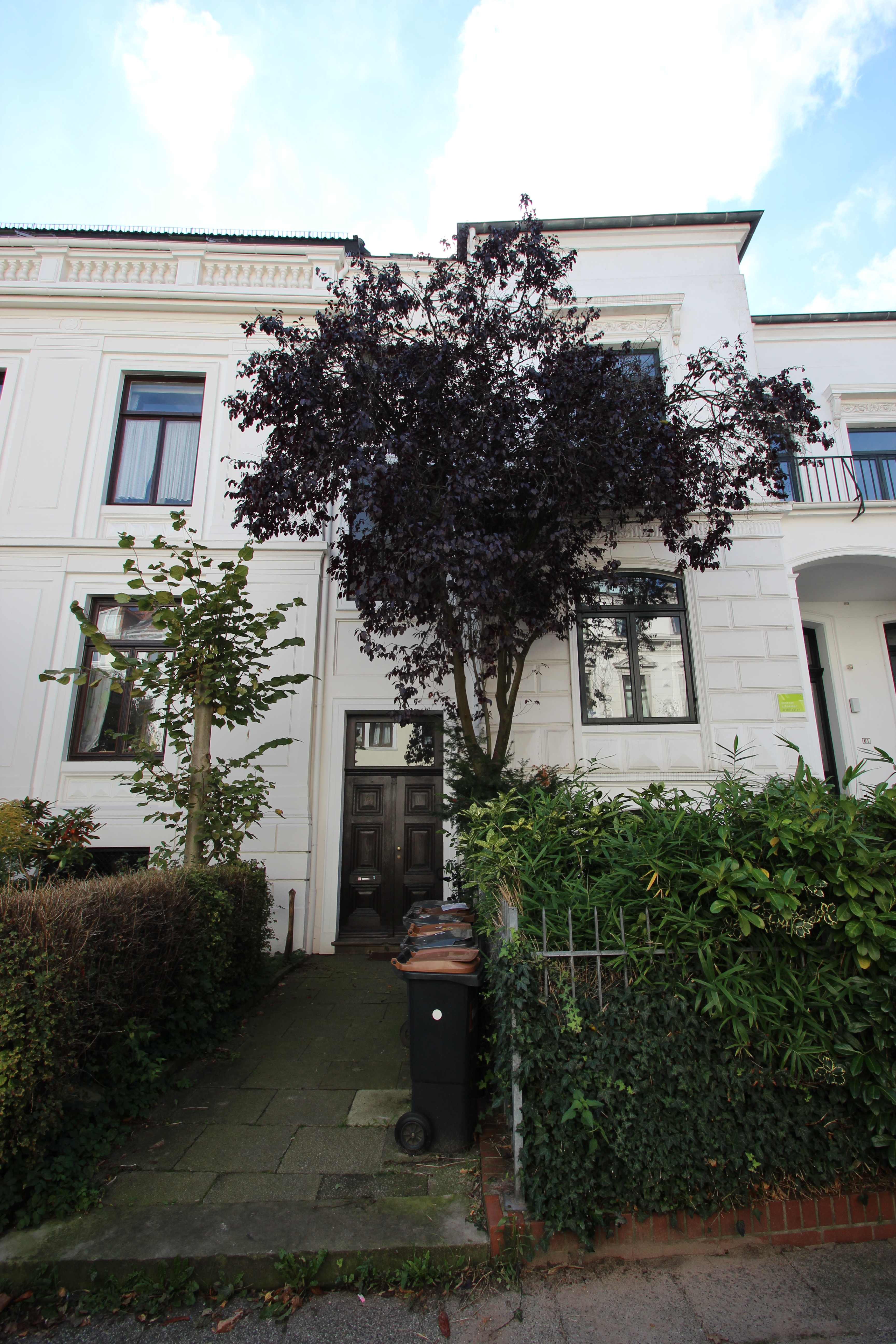
Nr. 62, 1846
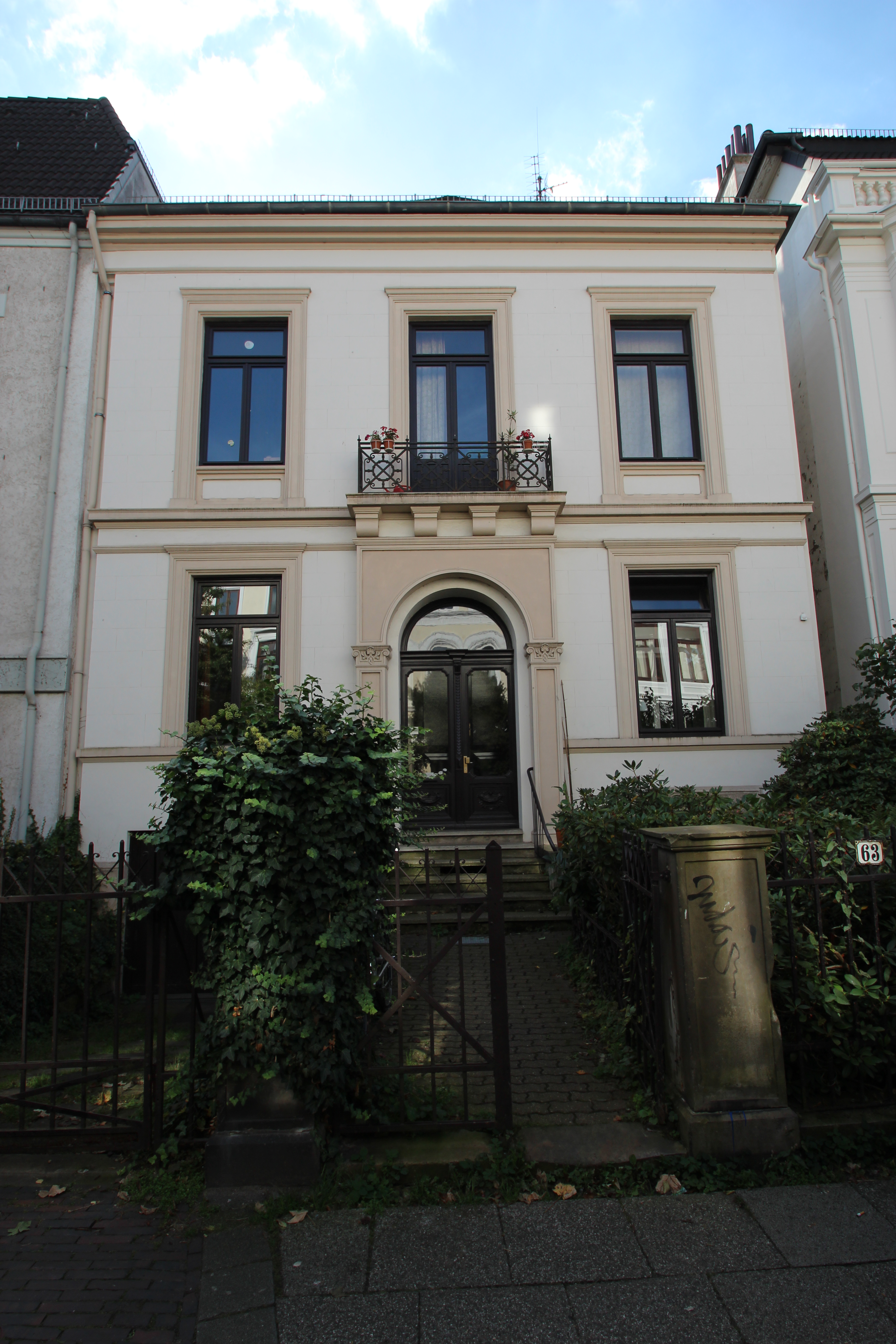
Nr. 63, 1852
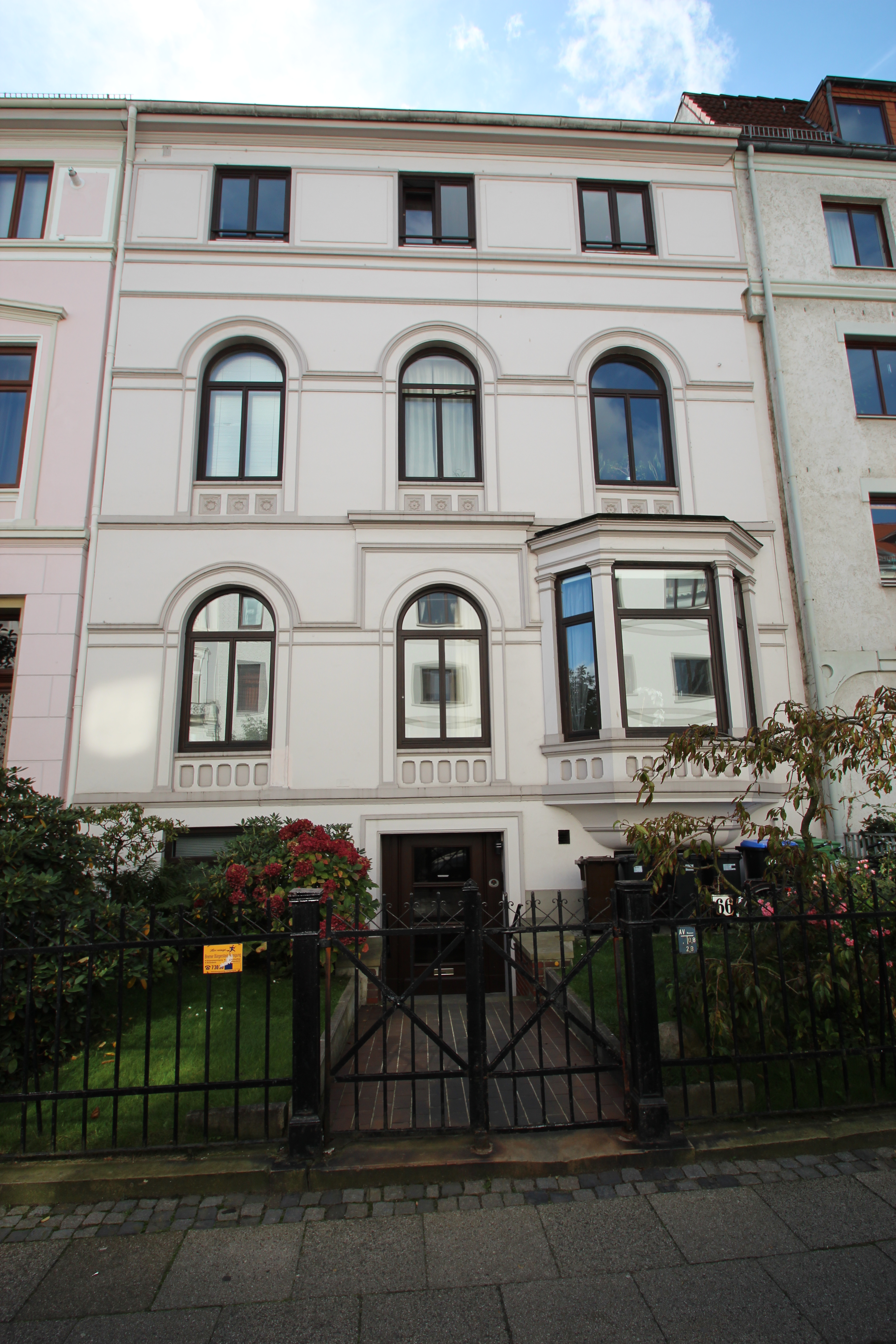
Nr. 66, um 1855